# Charles Stanhope, 3. hrabě z Harringtonu
Charles Stanhope, 3. hrabě z Harringtonu (Charles Stanhope, 3rd Earl of Harrington, 3rd Viscount Petersham, 3rd Baron Harrington) (17. března 1753 – 5. září 1829, Brighton, Anglie) byl britský generál a politik. Za napoleonských válek dosáhl hodnosti generála, uplatnil se také jako diplomat, kariéru zakončil jako vrchní velitel v Irsku.

## Kariéra
Pocházel ze starobylého šlechtického rodu Stanhope, byl synem generála 2. hraběte z Harringtonu, po matce Caroline Fitzroy (1722–1784) byl bratrancem premiéra 3. vévody z Graftonu. Studoval v Etonu a od roku 1769 sloužil v armádě, zúčastnil se války proti USA, v hodnosti podplukovníka byl v roce 1777 pobočníkem generála Johna Burgoyna. V letech 1774 a 1776–1779 byl též členem Dolní sněmovny, v roce 1779 po otci zdědil rodové tituly a vstoupil do Sněmovny lordů.
Během napoleonských válek postupoval v armádních hodnostech, byl povýšen na generálmajora (1793), generálporučíka (1798) a generála (1803). V roce 1798 byl jmenován členem Tajné rady, byl mimořádným vyslancem v Berlíně (1805, 1806) a ve Vídni (1805). V letech 1806–1812 byl vrchním velitelem v Irsku a od roku 1806 též členem irské Tajné rady. Nakonec zastával čestnou hodnost guvernéra Windsoru (1812–1829).
S manželkou Jane Fleming (1755–1824) měl deset dětí. Rodové tituly zdědili postupně synové Charles Stanhope, 4. hrabě z Harringtonu (1780–1851), a Leicester Stanhope, 5. hrabě z Harringtonu (1784–1862), oba dosáhli v armádě hodnosti plukovníka. Další syn Lincoln Stanhope (1781–1849) byl generálmajorem. Dcera Anne (1783–1837) byla manželkou 7. vévody z Bedfordu, další dcera Charlotte (1793–1859) se provdala za 3. vévodu z Leinsteru.